# 彭湃宣传农运旧址
彭湃宣传农运旧址—龙山妈宫大榕树，位于中国广东省汕尾市海丰县桥东龙山下，为海丰县的一个县级文物保护单位，类型为近现代重要史迹及代表性建筑，公布时间为1963年。
彭湃宣传农运旧址的历史年代为1922年。